# Challenge Desgrange-Colombo 1948
De Challenge Desgrange-Colombo 1948 was de eerste editie van dit regelmatigheidsklassement. Het was de eerste keer dat er een puntensysteem werd gebruikt om de beste renner over meerdere verschillende koersen aan te wijzen. Het klassement was vernoemd naar Henri Desgrange, de organisator van de Ronde van Frankrijk en Emilio Colombo, de organisator van de Ronde van Italië.

In deze eerste editie telden er negen wedstrijden mee, drie in elk van de organiserende landen. Renners moesten in elk land aan minimaal een van de drie wedstrijden hebben meegedaan om in aanmerking te komen voor het eindklassement. Briek Schotte werd de eerste winnaar van de Challenge Desgrange-Colombo. Het landenklassement werd gewonnen door Italië.

## Wedstrijden
| Datum           | Koers                       | Winnaar             |
| --------------- | --------------------------- | ------------------- |
| 19 maart        | Milaan-San Remo (1948)      | Fausto Coppi        |
| 4 april         | Parijs-Roubaix (1948)       | Rik Van Steenbergen |
| 11 april        | Parijs-Brussel (1948)       | Lode Poels          |
| 18 april        | Ronde van Vlaanderen (1948) | Briek Schotte       |
| 21 april        | Waalse Pijl (1948)          | Fermo Camellini     |
| 25 april        | Parijs-Tours (1948)         | Louis Caput         |
| 15 mei–16 juni  | Ronde van Italië (1948)     | Fiorenzo Magni      |
| 30 juni–25 juli | Ronde van Frankrijk (1948)  | Gino Bartali        |
| 24 oktober      | Ronde van Lombardije (1948) | Fausto Coppi        |

## Puntenverdeling
| Wedstrijd                      | 1e | 2e | 3e | 4e | 5e | 6e | 7e | 8e | 9e | 10e | 11e | 12e | 13e | 14e | 15e | 16e | 17e | 18e | 19e | 20e | 21e | 22e | 23e | 24e | 25e |
| ------------------------------ | -- | -- | -- | -- | -- | -- | -- | -- | -- | --- | --- | --- | --- | --- | --- | --- | --- | --- | --- | --- | --- | --- | --- | --- | --- |
| Rondes van Italië en Frankrijk | 60 | 52 | 46 | 44 | 42 | 40 | 38 | 36 | 34 | 32  | 30  | 28  | 26  | 24  | 22  | 20  | 18  | 16  | 14  | 12  | 10  | 8   | 6   | 4   | 2   |
| Overige wedstrijden            | 30 | 26 | 23 | 22 | 21 | 20 | 19 | 18 | 17 | 16  | 15  | 14  | 13  | 12  | 11  | 10  | 9   | 8   | 7   | 6   | 5   | 4   | 3   | 2   | 1   |

## Eindklassementen

### Individueel
| Plek | Renner           | Punten |
| ---- | ---------------- | ------ |
| 1    | Briek Schotte    | 142,5  |
| 2    | Fermo Camellini  | 118,5  |
| 3    | Gino Bartali     | 96     |
| 4    | Fiorenzo Magni   | 84,5   |
| 5    | Vito Ortelli     | 65     |
| 6    | Giordano Cottur  | 64     |
| 7    | Louison Bobet    | 63,5   |
| 8    | Marcel Rijckaert | 63     |
| 9    | Albert Ramon     | 62     |
| 10   | Fausto Coppi     | 60     |

### Landen
Voor het landenklassement telden de punten van de beste vijf renners per koers mee (in tegenstelling tot de UCI World Tour, waar de beste vijf renners in de eindstand meetellen).
| Plek | Land      | Punten |
| ---- | --------- | ------ |
| 1    | Italië    | 768,5  |
| 2    | België    | 711,5  |
| 3    | Frankrijk | 548,5  |

1948 · 1949 · 1950 · 1951 · 1952 · 1953 · 1954 · 1955 · 1956 · 1957 · 1958